# David Albelda
David Albelda Aliqués (Puebla Larga, Valencia; 1 de septiembre de 1977) es un exfutbolista y entrenador español que actualmente dirige al Villarreal C. F. "B", equipo que milita en Primera Federación. Habitual en la demarcación de mediocentro defensivo, desarrolló la mayor parte de su carrera deportiva en el Valencia C. F., donde se formó y pasó quince temporadas entre 1997 y 2013, siendo varios años capitán. Ha sido internacional en 51 partidos con la Selección española de fútbol. 
Desde agosto de 2013, ejerce como comentarista de equipos valencianos en el programa deportivo radiofónico Tiempo de Juego de la cadena COPE. También copresenta el programa Tot Futbol desde 2018, en À Punt, la televisión pública valenciana. Es uno de los rostros de LaLiga, siendo embajador y para comentar sus partidos en televisión.

## Trayectoria

### Como jugador

#### Inicios y cesiones al Villarreal
Empezó en su pueblo natal, Puebla Larga. En 1992 entra en las categorías inferiores del U. D. Alzira hasta que en 1995 pasó a la cantera del Valencia C. F., siendo cedido en 1996 al Villarreal C. F.. 
Tras una temporada jugando en el equipo castellonense, en Segunda División, adquirió la experiencia que le faltaba para jugar en Primera División. Durante esa época fue uno de los jugadores fijos en la selección española sub-21. 
En la temporada de retorno a su club de origen, 1997-98, las cosas no le fueron todo lo bien que esperaba, ya que, aunque el entrenador argentino Jorge Valdano contaba con él, una grave lesión lo mantuvo apartado de los terrenos de juego la mayor parte de la campaña, por lo que el siguiente entrenador Claudio Ranieri tampoco pudo contar con él. Tras esta temporada casi en blanco fue de nuevo cedido al Villarreal, esta vez en la primera temporada del equipo amarillo en la Primera División (1998-99), hecho que aprovechó para coger experiencia definitivamente en la máxima categoría del fútbol español.

#### Regreso al Valencia
A su vuelta al Valencia C. F. para la temporada 1999-00, con Héctor Cúper como técnico, supo aprovechar la desgraciada lesión del veterano centrocampista Luis Milla para conseguir la titularidad. Participó activamente en estas dos históricas temporadas para el equipo valenciano, en las que disputó dos finales de la Liga de Campeones en 2000 y 2001, participando incluso en la segunda durante los segundos 45 minutos más la prórroga de 30 minutos.
Con la llegada de Rafael Benítez al banquillo en 2001, y junto a Rubén Baraja y Pablo Aimar, formó un fuerte centro del campo que ha permitido al Valencia C. F. la consecución de varios títulos que será recordado como uno de los mejores centros del campo de la historia del Valencia C. F., además fue pretendido por el Real Madrid C. F. tres veces las cuales el futbolista se negó rotundamente para continuar con el equipo de Valencia y así seguir creciendo. Con este fuerte bloque el equipo consiguió la Liga 2001-02, la Liga 2003-04, la Copa de la U. E.FA 2003-04 y la Supercopa de Europa 2004, esta última con el técnico italiano Claudio Ranieri en su segunda etapa al frente del equipo.
En las siguientes temporadas se mantiene como parte fundamental del centro del campo valencianista, además de capitán, disputando la gran mayoría de partidos como titular junto a Rubén Baraja, de corte más creador y con mayor llegada en ataque. Los técnicos Claudio Ranieri, Antonio López y Quique Sánchez Flores contaron siempre con él durante sus temporadas al frente del equipo, sin obtener mayores éxitos deportivos que alguna clasificación para disputar la Liga de Campeones y alcanzar sus cuartos de final, Además de un subcampeonato de Copa Intertoto en 2005.

#### Apartado del equipo y denuncia
La temporada 2007-08 se inicia de forma caótica para el Valencia C. F. con la destitución de Quique Sánchez Flores en la 9.ª jornada por decisión del presidente y máximo accionista Juan Soler. El holandés Ronald Koeman es elegido para sustituirle, y en diciembre de 2007 el técnico comunica que no volverá a contar con David Albelda, Santiago Cañizares y Miguel Ángel Angulo durante el resto de la temporada, y que podrían buscarse equipo en enero. Además le retira la capitanía del equipo.
El futbolista, convencido de que su situación era injusta y de que al no disputar partidos peligraba su participación con la selección española en la Eurocopa 2008, el día 2 de enero de 2008 interpuso una demanda judicial contra el Valencia, reclamando al mismo su cláusula de rescisión de 60 millones de euros. El juicio se inicia el día 22 de febrero de 2008, alegando David Albelda que el club, a través de su presidente Juan Soler, le impide ejercitar su profesión, pero al mismo tiempo reconoce haber rechazado ofertas de cesión a equipos de la Premier League inglesa como el Chelsea FC o el Tottenham Hotspur para salir en el mercado de invierno y volver al club al finalizar la temporada. El 3 de marzo del mismo año el juez desestima su demanda y le da la razón al club.
La trayectoria del equipo en la Liga va cada vez peor e incluso llega a peligrar su permanencia en Primera División al alcanzar el puesto 15.º a pocas jornadas para finalizar la temporada. A pesar de todo el revuelo en el vestuario y en la institución, se consigue ganar la séptima Copa del Rey de la historia del club en una final contra el Getafe C. F., con Agustín Morera de presidente por la dimisión de Juan Soler y todavía con Albelda, Cañizares y Angulo apartados del equipo, pero tras la delicada situación en la Liga es destituido el técnico Ronald Koeman a cinco jornadas para finalizar la temporada. El delegado valencianista y exfutbolista con carnet de entrenador, Voro, se hace cargo del equipo y consigue cuatro victorias que lo dejan 10.º. Albelda vuelve a entrar en las convocatorias pero no a jugar.

#### Vuelta al equipo
A la llegada del nuevo técnico, Unai Emery en el verano de 2008, declaró que lo mejor para Albelda era buscar una salida del equipo tras todo lo sucedido la pasada campaña. Aun así se decide mantenerlo en la plantilla al igual que a Miguel Ángel Angulo, otro apartado por Koeman. Durante la Temporada 2009-10 pierde la titularidad en detrimento de Carlos Marchena que es titular en el centro del campo junto a Ever Banega, exceptuando algunos partidos importantes en los que sale de titular como ante el Real Madrid en Mestalla en noviembre de 2009 que terminó con victoria madridista por 2-3. Esa temporada logró marcar un único gol ante Osasuna en Pamplona que acabó con victoria che por 0-3.

#### Temporadas posteriores
La Temporada 2010-11 comienza marcada por la fuga de estrellas del club valenciano como David Villa, David Silva y Carlos Marchena. La marcha de Marchena deja vacante el de puesto de sustituto del veterano jugador valenciano por lo que el club ficha a Mehmet Topal procedente del fútbol turco a cambio de 4,5 millones de euros. Sin embargo, Topal juega muy poco y es Albelda quien se hace con el puesto de mediocentro defensivo titular, participando así en la consecución del objetivo del 3.º lugar y llegar a octavos de la Liga de Campeones. 
El equipo consigue clasificarse para disputar la Liga de Campeones durante tres temporadas consecutivas con el técnico Unai Emery al frente del equipo, y Albelda, antes de terminar su contrato, lo renueva a la baja durante una temporada más junto al presidente Manuel Llorente. A la siguiente temporada vuelve a renovar un año más su contrato, también a la baja, y en la temporada 2011-12 vuelve a la capitanía del equipo al ser del jugador más veterano de la plantilla y además valenciano. El club decide tras pasar a Topal a su país de origen.
En verano de 2012 el club ficha al argentino Fernando Gago por 3,5 millones de euros y a priori partía como mediocentro defensivo titular para la temporada 2012-13, con Albelda ya con 35 años de edad. Superada una lesión al inicio de la temporada, y tras el problemático comportamiento de Gago especialmente tras la destitución del técnico Mauricio Pellegrino, Albelda recupera la titularidad en el equipo ya dirigido por Ernesto Valverde mientras el argentino es cedido a otro equipo. Aun así, el futbolista anuncia el 1 de febrero de 2013 que casi con toda probabilidad no renovará su contrato con el club al finalizar la temporada y deja abierta las puertas al fútbol extranjero.

#### Retiro
Una vez finalizada la temporada 2012-13 el club se renueva con un nuevo consejo de administración presidido por Amadeo Salvo y con el entrenador Miroslav Djukic. El lunes 10 de junio de 2013 se reúnen con el director deportivo Braulio Vázquez y el jugador, y el técnico serbio comenta que ya no contaría con él como jugador y el club toma la decisión final de no ofrecer la renovación al futbolista. De esta manera ponía fin a 15 temporadas seguidas en el club.
Decide retirarse el 7 de agosto de 2013 tras no interesarle ninguna oferta de ningún equipo que le proponía continuar jugando al fútbol, entre ellos algunos de los Emiratos Árabes Unidos y Catar. El club le propuso realizarle un homenaje hasta en dos ocasiones pero el futbolista pensó que no era momento para homenajes. En cambio su rostro pasó a ser una de las principales imágenes del Mestalla Forever Tour, junto al de Mario Alberto Kempes.
Después de retirarse con el conjunto Che en agosto de 2018 presentador de dos magazine deportivos Tot Futbol y Tot Esport de la televisión pública valenciana À Punt.

### Selección nacional
Fue seleccionado por Iñaki Sáez para los Juegos Olímpicos de Sídney 2000 con la selección olímpica de España, donde consiguió la medalla de plata a pesar de marcar un penalti en la tanda de penaltis de la final contra Camerún. Al año siguiente, en septiembre de 2001 recibe su primera convocatoria a la selección absoluta por el seleccionador José Antonio Camacho para los dos últimos encuentros de las Eliminatorias al Mundial de Corea del Sur y Japón 2002 frente a Austria y Liechtenstein. Hizo su debut internacional el 5 de septiembre siendo titular en la victoria por 0-2 sobre Liechtenstein, resultado que los clasificó al Mundial tras culminar en el primer lugar del Grupo 7 con 20 puntos.
Tras su gran temporada con el Valencia, en mayo de 2002 fue incluido por José Antonio Camacho en la nómina de 23 jugadores que representarían a España en el Mundial de 2002, en Corea del Sur y Japón. En la competición la selección española alcanza los cuartos de final y es eliminada injustamente por un error arbitral. En 2004 participó en la Eurocopa 2004 en Portugal convocado por Iñaki Sáez, donde la selección cae eliminada en la primera fase pero se sigue afianzando como un futbolista clave para la selección. 
El seleccionador Luis Aragonés sigue confiando en él para el centro del campo de la selección española y lo convocó para el Mundial 2006 en Alemania, donde alcanza los octavos de final.
Durante la fase de clasificación para la Eurocopa 2008 se perfila como pieza clave en la selección donde se empieza a instaurar el famoso sistema del "tiki-taka", con muchos jugadores habilidosos de medio campo hacia adelante. Albelda se erige como la pieza que da equilibrio a ese centro del campo haciendo el trabajo sucio defensivo, dejando así a los jugadores creativos más libertad para centrarse en el ataque. Sin embargo, dado que no jugó ni un solo minuto durante gran parte de la temporada, Luis Aragonés decidió no convocarlo para el europeo. Su puesto en el campo lo ocupó Marcos Senna, realizando la misma tarea de dar equilibrio al centro del campo (además de aportar un gran disparo de larga distancia y ser un especialista a balón parado). Con este sistema la selección española logró alzarse con el campeonato.

#### Participaciones en Copas del Mundo
| Mundial                        | Sede                  | Resultado        |
| ------------------------------ | --------------------- | ---------------- |
| Copa Mundial de Fútbol de 2002 | Corea del Sur y Japón | Cuartos de final |
| Copa Mundial de Fútbol de 2006 | Alemania              | Octavos de final |

#### Participaciones en Eurocopas
| Torneo        | Sede     | Resultado    |
| ------------- | -------- | ------------ |
| Eurocopa 2004 | Portugal | Primera fase |

#### Participaciones en Juegos Olímpicos
| Torneo                | Sede      | Resultado        |
| --------------------- | --------- | ---------------- |
| Juegos Olímpicos 2000 | Australia | Medalla de plata |

### Como entrenador
Debutó como entrenador con el Atzeneta U. E. de Tercera División en 2019, al que logró ascender a Segunda B, la primera vez en la historia del club, convirtiéndose además el equipo del municipio con menos habitantes en jugar en dicha categoría.
En su primera temporada como entrenador del Atzeneta U. E. consiguió el ascenso a la Segunda División B de España por primera vez en la historia para el club valenciano. Dejó el equipo una temporada después, al no conseguir la permanencia y descender el club a la nueva Tercera RFEF.
El 20 de noviembre de 2023, firma como entrenador del Villarreal Club de Fútbol "C" de la Tercera Federación.

## Clubes

### Como jugador
| Club               | País   | Año       |
| ------------------ | ------ | --------- |
| U. D. Alzira       | España | 1992-95   |
| Valencia C. F. "B" | España | 1995-96   |
| Villarreal C. F.   | España | 1996-97   |
| Valencia C. F.     | España | 1997-1998 |
| Villarreal C. F.   | España | 1998-99   |
| Valencia C. F.     | España | 1999-2013 |

### Como entrenador
| Club                 | País   | Año       |
| -------------------- | ------ | --------- |
| Atzeneta U. E.       | España | 2019-2021 |
| Villarreal C. F. "C" | España | 2023-2025 |
| Villarreal C. F. "B" | España | 2025-Act. |

## Palmarés

### Como jugador

#### Campeonatos nacionales
| Título              | Club           | País   | Año  |
| ------------------- | -------------- | ------ | ---- |
| Supercopa de España | Valencia C. F. | España | 1999 |
| Liga española       | Valencia C. F. | España | 2002 |
| Liga española       | Valencia C. F. | España | 2004 |
| Copa del Rey        | Valencia C. F. | España | 2008 |

#### Copas internacionales
| Título              | Club            | País      | Año  |
| ------------------- | --------------- | --------- | ---- |
| Copa de la U. E.FA  | Valencia C. F.  | Suecia    | 2004 |
| Supercopa de Europa | Valencia C. F.  | Mónaco    | 2004 |
| Juegos Olímpicos    | España (sub-23) | Australia | 2000 |

## Cualidades técnicas
Se encargaba de la recuperación de balones, ocupándose únicamente de las tareas defensivas y dejándole la responsabilidad creadora al otro mediocentro para que desarrolle el juego ofensivo del equipo. Su principal virtud fue la colocación, dejando siempre a un lado la técnica, ya que el control del balón no era su mayor virtud. Su participación en el plano ofensivo solía pasar en desapercibido, siendo más bien escasa en ese sentido.